# NGC 4250
NGC 4250 este o galaxie lenticulară situată în constelația Dragonul. A fost descoperită în 7 aprilie 1793 de către William Herschel.